# 陈质平
陈质平（1906年11月13日—1984年2月11日），广东文昌人，中华民国外交官。
陈质平于1927年毕业于国立东南大学。1928年起任杭州公安局政治部主任、东路军总部政治部主任。1930年前往河南大学任法学系教授。1933年又任上海警察训练学校训导长、中华复兴社特务处上海区区长。次年起，历任军事委员会参事、军事委员会西南运输管理处处长、中缅运输管理处处长（位于仰光）、行政院驻缅甸代表、军统局仰光站站长、中缅印战区中国防卫供应处首席代表等职。其后出任中华民国驻加尔各答总领事，同时兼军统局加尔各答站站长。抗日战争结束后于1946年出任中华民国驻菲律宾一等公使，兼任国防部保密局马尼拉站站长。1949年升任中华民国驻菲律宾首任全权大使。1954年返台后任外交部顾问。1956年出任中华民国驻伊拉克大使，次年中华民国与约旦建交后任驻约旦大使。其后又历任中华民国驻阿联酋大使、驻利比亚大使、驻墨西哥大使。1971年中华民国与墨西哥断交后卸任并赴美国定居，后又被聘为总统府国策顾问、外交部顾问。1984年逝世。
他还是国民党第十、十一、十二届中央评议委员。